# Läroplan för förskolan (Lpfö 98)
Läroplan för förskolan (Lpfö 98) är en läroplan för förskolan i Sverige som infördes 1 augusti 1998.. Läroplanen tillkom i samband med att förskolan blev en egen skolform, och samtidigt en del av det svenska utbildningsväsendet då ansvaret för förskolan flyttades från socialdepartementet till utbildningsdepartementet. Föregångaren till LpFö 98 var Pedagogiskt program för förskolan, som till skillnad från läroplanen endast var vägledande för verksamheten.
Läroplanen skriver inte fram vilka metoder och tillvägagångssätt som ska användas för att uppnå målen, utan här ställs krav på  förskollärare och övriga pedagoger att arbeta fram vilka former som passar för den aktuella förskolan och dess barngrupp. I läroplanen formuleras förskolans värdegrund och uppdrag samt mål och riktlinjer för verksamheten. Läroplansmålen som skrivs fram är strävandemål, vilket innebär att förskolläraren ska ansvara för att barnen bereds möjlighet att uppnå dem. Barnens måluppfyllelse ska inte utvärderas, utan istället vad verksamheten gjort för att skapa möjligheter för lärande och utveckling.
LpFö 98 bygger på att förskolans verksamhet ska utformas med utgångspunkt i barnens tankar och erfarenheter. Leken och det lustfyllda lärandet ska prägla verksamheten och barnens perspektiv ska fångas upp och ge avtryck i verksamheten. Som helhet bygger läroplanen på den skandinaviska modellen, som ofta benämns educare, där fostran, omsorg och lärande bildar en helhet. Det finns dock inslag av den anglosaxiska traditionen då förskolan ska lägga grunden för en fortsatt skolgång.
År 2010 utkom en reviderad utgåva av läroplanen där förskolans pedagogiska uppdrag förstärktes och högre krav ställdes på förskolan och dess pedagoger. Särskilt fokus sattes på förskollärarens uppdrag, som förstärktes och förtydligades särskilt i samband med ansvaret för dokumentation och utvärdering. Riktlinjer för vad som är förskollärarens ansvar och vad som åligger hela arbetslaget tydliggjordes. Ytterligare en förändring var att målen för matematik, naturvetenskap och teknik utökades och förtydligades. I den reviderade utgåvan från 2010 betonades även vikten av att skapa förutsättningar för ett livslångt lärande och framför allt lekens betydelse för barns utveckling och lärande lyftes.
Ytterligare en reviderad utgåva av LpFö 98 utkom 2016, där ansvaret kring övergången mellan förskola och förskoleklass samt fritidshem förtydligades.
1 juli 2019 trädde en ny läroplan i kraft, Lpfö18.